# Kosswigianella exigua
Kosswigianella exigua är en insektsart som beskrevs av Karl Henrik Boheman 1847. Kosswigianella exigua ingår i släktet Kosswigianella och familjen sporrstritar. Enligt den finländska rödlistan är arten starkt hotad i Finland. Arten är reproducerande i Sverige. Artens livsmiljö är sandstränder vid Östersjön. Inga underarter finns listade i Catalogue of Life.